# Filipe Albuquerque
Filipe Albuquerque ComM (Coimbra, 13 de Junho de 1985) é um piloto de automóveis português que compete actualmente no Campeonato Norte Americano de Resistência (IMSA WeatherTech SportsCar Championship) com a Taylor Racing]; no Campeonato da Europa de Resistência (European Le Mans Series) e no Campeonato do Mundo de Resistência World Endurance Championship]]) com a AutoSports] na categoria LMP2.

## Carreira

### 2021 –
No WeatherTech SportsCar Championship, muda para a equipa Wayne Taylor Racing, conseguindo a sua 3.ª vitória (2.ª à geral) nas 24 Horas de Daytona.
A 4 de Fevereiro de 2021 foi feito Comendador da Ordem do Mérito.